# Rafael Rosés Rivadavia
Rafael Rosés Rivadavia  (Madrid, 1923 - Barcelona 2014) fou un pintor i escultor. Llicenciat en Belles Arts, fou professor numerari de l'Escola d'Art i Superior de Disseny de Barcelona, i professor de dibuix a l'Institut de Santa Eulàlia (COPEM) de l'Hospitalet quan es va inaugurar l'any 1958.